# أوين إتش. جونسون
أوين إتش. جونسون هو سياسي أمريكي، ولد في 3 يوليو 1929 في ويست بابيلون في الولايات المتحدة، وتوفي بنفس المكان في 24 ديسمبر 2014. نشط حزبياً في الحزب الجمهوري. وقد انتخب عضو مجلس ولاية نيويورك ‏.